# Gordon Gravelle
Gordon Carr Gravelle (Oakland, 12 giugno 1949) è un ex giocatore di football americano statunitense che ha giocato nel ruolo di offensive guard della National Football League (NFL) negli anni settanta.

## Carriera professionistica
Gravelle fu scelto nel corso del secondo giro (38º assoluto) del Draft NFL 1972 dai Pittsburgh Steelers, con cui giocò fino al 1976, vincendo due Super Bowl nel 1974 e 1975 in cui scese in campo come titolare. Chiuse la carriera militando tra le file di New York Giants (1977-1979) e Los Angeles Rams (1979).

## Palmarès

### Franchigia
- Super Bowl : 2

Pittsburgh Steelers: IX, X
- American Football Conference Championship: 2

Pittsburgh Steelers: 1974, 1975

## Statistiche
| Partite totali | 96 |